# José Ruiz-Castizo y Ariza
José Ruiz-Castizo y Ariza (Fuentes de Andalucía, Sevilla, 13 de desembre de 1857 - Madrid, 17 de gener de 1929) va ser un físic-matemàtic d'origen sevillà, escollit acadèmic de la Reial Acadèmia de Ciències Exactes, Físiques i Naturals, tot i que en va renunciar el 1917.
Va ser catedràtic de mecànica racional en la Universitat de Saragossa (1896), i des de 1905 catedràtic de ciències exactes, complement de càlcul infinitesimal acumulat, a la Universitat Central de Madrid. Va realitzar treballs sobre teoria de corbes (una quàrtica que porta el seu nom al catàleg de F. Gomes Teixieira), dissenyant altres invents, entre els quals destaca un planímetre al que va dedicar molts esforços. El va denominar planímetre cartesià de valuació tangencial, pel seu fonament matemàtic, en el qual utilitza una envolupant. Va arribar a ser fabricat a Suïssa cap a 1910, amb el suport del Ministeri de Foment, i ha estat utilitzat per l'Institut Geogràfic Nacional.

## Publicacions
- El Eclipse total de sol de 1905: descripción del fenómeno y exposición sumaria de sus causas y circunstancias de mayor interés. Librería Internacional de Adrián Romo, 1905
- Estudio analítico de un lugar geométrico de cuarto orden. Imprenta de La Guirnalda, 1889
- Teoría de un nuevo integrador mecánico general para los tres órdenes {\displaystyle \int ydx}; {\displaystyle \int y^{2}dx}; {\displaystyle \int y^{5}dx}, denominado integrómetro cartesiano de valuación tangencial. Impr. y encuadernación de G. Juste, 1898
- Tratado de mecánica racional apropiado a la enseñanza en las facultades de ciencias y en las escuelas especiales. Victoriano Suárez, 1907
- Varímetros integradores. Estab. tip. y ed., 1909

## Faceta com a inventor: patents
És autor d'un nombre important de patents, algunes d'elles presentades com a mèrit en els seus exercicis d'oposició a càtedra:
| Expedient | Títol | Sol·licitud |
| --------- | --- | ----------- |
| 15175     | Un sistema de gomes buides                                                                                             | 21/11/1893  |
| 17695     | Un instrumento de càlcul gràfic titulat Planímetre i Integrador                                                        | 05/07/1895  |
| 21880     | Un aparell denominat Planímetre i integrador tangencial                                                                | 09/12/1897  |
| 33659     | Un apaell denominat comptador lineal d'energia elèctrica                                                               | 17/03/1904  |
| 34133     | Un aparell denominat comptador lineal d'energia elèctrica (addició)                                                    | 08/06/1904  |
| 69418     | Un sistema de motors rotatius tèrmics i hidràulics, amb cossos de bomba sense fi                                       | 02/04/1919  |
| 71109     | Un mecanisme rotatiu distribuïdor, regulador i inversor del moviment en les màquines de vapor de moviments alternatius | 15/10/1919  |